# Kharevka
Kharevka (en rus: Харевка) és un poble de l'óblast de Saràtov, a Rússia, segons el cens del 2010 tenia 3 habitants. Pertany al districte municipal de Líssie Gori.